# Scandinavian Touring Car Championship 2014

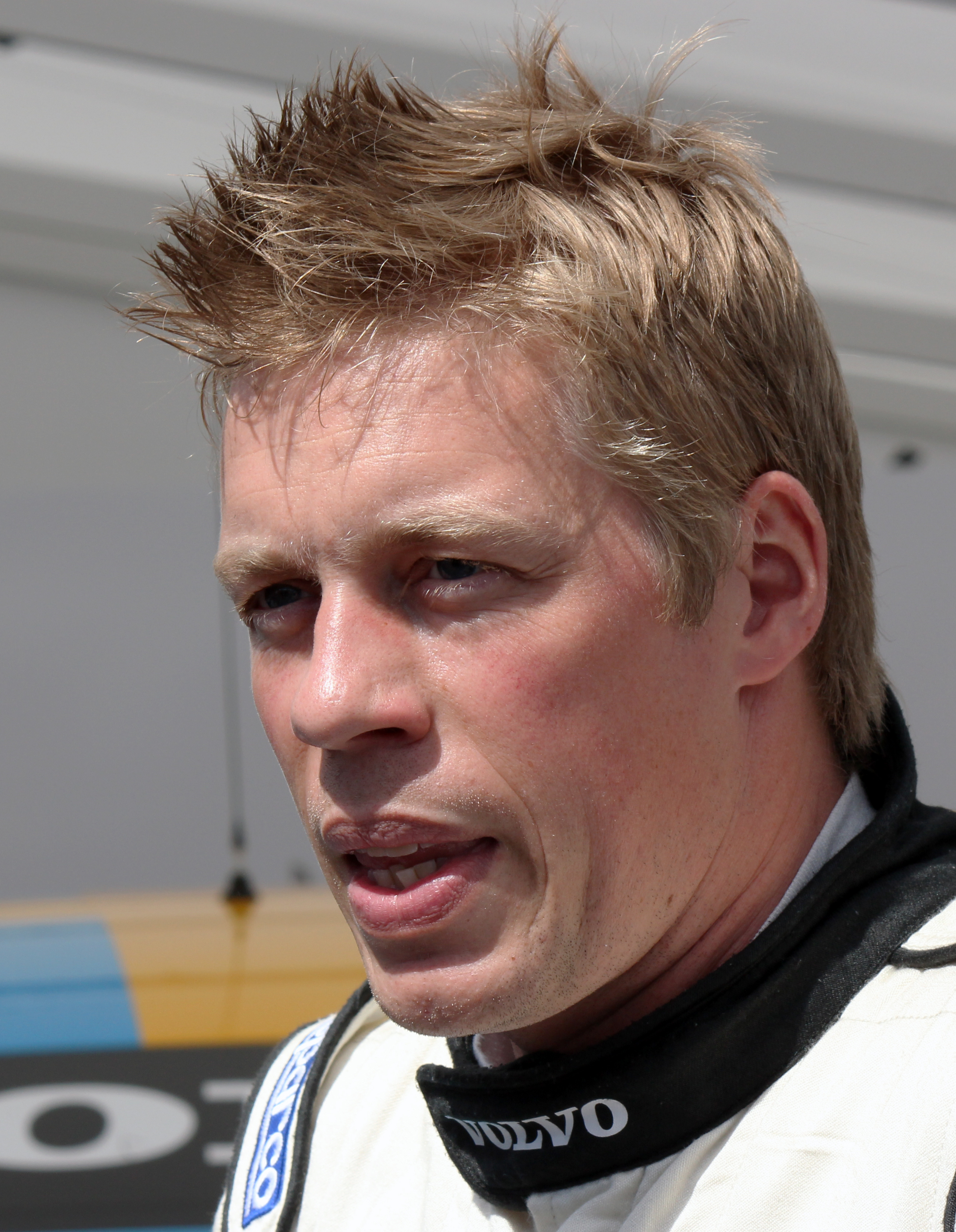
Thed Björk vann förarmästerskapet.

Scandinavian Touring Car Championship 2014 var den fjärde upplagan av det skandinaviska standardvagnsmästerskapet STCC. Thed Björk vann förarmästerskapet och Volvo Polestar Racing vann teammästerskapet.

## Förare och team
| Bilmärke | Team                  | Nr | Förare                 | Tävlingshelger |
| -------- | --------------------- | -- | ---------------------- | -------------- |
| BMW      | WestCoast Racing      | 4  | Fredrik Larsson        | 1 → 6          |
| BMW      | WestCoast Racing      | 5  | Mats Carlsson          | 5              |
| BMW      | WestCoast Racing      | 6  | Erik Jonsson           | 1 → 6          |
| BMW      | WestCoast Racing      | 7  | Philip Forsman         | 1 → 6          |
| Dacia    | Dacia Dealer Team     | 20 | Mattias Andersson      | 1 → 6          |
| Kia      | Team Kia              | 9  | Mattias Lindberg       | 1 → 6          |
| Kia      | Team Kia              | 10 | Andreas Wernersson     | 1 → 6          |
| Kia      | Team Kia              | 95 | Linus Ohlsson          | 1 → 6          |
| Saab     | Team Tidö             | 3  | Richard Göransson      | 1 → 6          |
| Saab     | Team Tidö             | 8  | Roger Samuelsson       | 1 → 3, 5 → 6   |
| Saab     | Team Tidö             | 24 | Jan Nilsson            | 5 → 6          |
| Saab     | PWR Racing Team       | 37 | Daniel Haglöf          | 5 → 6          |
| Saab     | PWR Racing Team       | 93 | Emma Kimiläinen        | 1 → 6          |
| Volvo    | Volvo Polestar Racing | 1  | Thed Björk             | 1 → 6          |
| Volvo    | Volvo Polestar Racing | 11 | Fredrik Ekblom         | 1 → 6          |
| Volvo    | Volvo Polestar Racing | 13 | Carl Philip Bernadotte | 1 → 6          |

## Tävlingskalender
| Race | Datum           | Bana                  | Pole Position  | Snabbaste varv    | Vinnande förare    | Vinnande team    | Rapport |
| ---- | --------------- | --------------------- | -------------- | ----------------- | ------------------ | ---------------- | ------- |
| 1    | 9-10 maj        | Ring Knutstorp        |                | Richard Göransson | Mattias Lindberg   | Team Kia         | Rapport |
| 2    | 9-10 maj        | Ring Knutstorp        | Fredrik Ekblom | Fredrik Ekblom    | Fredrik Ekblom     | Polestar Racing  | Rapport |
| 3    | 6-7 juni        | Göteborg City Arena   |                | Fredrik Ekblom    | Erik Jonsson       | WestCoast Racing | Rapport |
| 4    | 6-7 juni        | Göteborg City Arena   | Thed Björk     | Thed Björk        | Thed Björk         | Polestar Racing  | Rapport |
| 5    | 11-12 juli      | Falkenbergs Motorbana |                | Fredrik Larsson   | Philip Forsman     | WestCoast Racing | Rapport |
| 6    | 11-12 juli      | Falkenbergs Motorbana | Fredrik Ekblom | Fredrik Ekblom    | Fredrik Ekblom     | Polestar Racing  | Rapport |
| 7    | 22-23 augusti   | Ring Knutstorp        |                | Mattias Lindberg  | Philip Forsman     | WestCoast Racing | Rapport |
| 8    | 22-23 augusti   | Ring Knutstorp        | Fredrik Ekblom | Thed Björk        | Thed Björk         | Polestar Racing  | Rapport |
| 9    | 5-6 september   | Solvalla              |                | Philip Forsman    | Andreas Wernersson | Team Kia         | Rapport |
| 10   | 5-6 september   | Solvalla              | Thed Björk     | Thed Björk        | Thed Björk         | Polestar Racing  | Rapport |
| 11   | 19-20 september | Mantorp Park          |                | Fredrik Larsson   | Fredrik Larsson    | WestCoast Racing | Rapport |
| 12   | 19-20 september | Mantorp Park          | Thed Björk     | Thed Björk        | Fredrik Ekblom     | Polestar Racing  | Rapport |

## Slutställningar

### Förarmästerskapet
| Pos. | Förare                 | Nr | Deltävling | Deltävling | Deltävling | Deltävling | Deltävling | Deltävling | Deltävling | Deltävling | Deltävling | Deltävling | Deltävling | Deltävling | Deltävling | Deltävling | Deltävling | Deltävling | Deltävling | Deltävling | Poäng |
| Pos. | Förare                 | Nr | KNU ·      | KNU ·      | KNU ·      | GÖT ·      | GÖT ·      | GÖT ·      | FAL ·      | FAL ·      | FAL ·      | KNU ·      | KNU ·      | KNU ·      | SOL ·      | SOL ·      | SOL ·      | MAN ·      | MAN ·      | MAN ·      | Poäng |
| Pos. | Förare                 | Nr | Q1         | R1         | R2         | Q2         | R3         | R4         | Q3         | R5         | R6         | Q4         | R7         | R8         | Q5         | R9         | R10        | Q6         | R11        | R12        | Poäng |
| ---- | ---------------------- | -- | ---------- | ---------- | ---------- | ---------- | ---------- | ---------- | ---------- | ---------- | ---------- | ---------- | ---------- | ---------- | ---------- | ---------- | ---------- | ---------- | ---------- | ---------- | ----- |
| 1    | Thed Björk             | 1  | 4          | 7          | 4          | 1          | 9          | 1          | 5          | 3          | 9          | 1          | 4          | 1          | 1          | 5          | 1          | 2          | 4          | 2          | 279   |
| 2    | Fredrik Larsson        | 4  | 1          | 4          | 2          | 4          | 5          | 5          | 2          | 4          | 2          | 3          | Ret        | 2          | 5          | 4          | 5          | 7          | 1          | 3          | 246   |
| 3    | Fredrik Ekblom         | 11 | 2          | 6          | 1          | 2          | 7          | DNS        | 1          | Ret        | 1          | 2          | Ret        | DNS        | 3          | 12†        | 4          | 1          | 6          | 1          | 228   |
| 4    | Richard Göransson      | 3  | 3          | 9          | 3          | 3          | 8          | 2          | 3          | Ret        | 5          | 6          | Ret        | DNS        | 2          | Ret        | 3          | 5          | 4          | 7          | 163   |
| 5    | Philip Forsman         | 7  | 8          | 2          | 7          | 12         | Ret        | 8          | 9          | 1          | Ret        | 8          | 1          | 4          | 4          | 9          | 2          | 4          | 8          | 5          | 158   |
| 6    | Mattias Andersson      | 20 | 5          | 5          | 5          | 8          | 3          | 4          | 4          | 5          | 3          | 4          | Ret        | DNS        | 7          | 2          | 7          | 10         | 9          | 8          | 147   |
| 7    | Linus Ohlsson          | 95 | 7          | Ret        | 6          | 6          | 2          | 3          | 6          | 8          | 6          | 5          | 8          | Ret        | 6          | 3          | 13†        | 6          | 3          | 6          | 143   |
| 8    | Mattias Lindberg       | 9  | 9          | 1          | 8          | 7          | 4          | 6          | 8          | 11         | 4          | 11         | 5          | 3          | 13         | 6          | 9          | 3          | 11         | 11         | 123   |
| 9    | Andreas Wernersson     | 10 | DNS        | 10†        | Ret        | 5          | Ret        | 11†        | 7          | 7          | 6          | 8          | 3          | 5          | 8          | 1          | 6          | 9          | 2          | 10         | 110   |
| 10   | Erik Jonsson           | 6  | 10         | 3          | Ret        | 10         | 1          | 7          | 12         | 7          | 7          | 10         | 2          | Ret        | 14         | Ret        | DNS        | 14         | 12         | 12         | 79    |
| 11   | Emma Kimiläinen        | 93 | 6          | Ret        | 9          | 9          | Ret        | DNS        | 10         | 2          | 11†        | 7          | 6          | 7          | 10         | Ret        | 11         | 11         | 10         | 9          | 55    |
| 12   | Carl Philip Bernadotte | 13 | 11         | Ret        | Ret        | 11         | Ret        | 9          | 11         | 10         | 10         | 12         | 7          | 6          | 9          | 10         | 10         | 12         | Ret        | 13         | 22    |
| 13   | Daniel Haglöf          | 37 |            |            |            |            |            |            |            |            |            |            |            |            | 11         | Ret        | Ret        | 8          | 5          | 7          | 20    |
| 14   | Roger Samuelsson       | 8  | 12         | 8          | 10         | 13         | 6          | 10         | 13         | 9          | 8          |            |            |            | 15         | 11         | 12         | 15         | 14         | 14         | 20    |
| 15   | Mats Carlsson          | 5  |            |            |            |            |            |            |            |            |            |            |            |            | 12         | 7          | 8          |            |            |            | 10    |
| 16   | Jan Nilsson            | 24 |            |            |            |            |            |            |            |            |            |            |            |            | 16         | 8          | Ret        | 13         | 13         | Ret        | 4     |

| Färg   | Tecken                 | Betydelse              |
| ------ | ---------------------- | ---------------------- |
| Guld   | 1                      | Segrare                |
| Silver | 2                      | Tvåa                   |
| Brons  | 3                      | Trea                   |
| Grön   | Placering (med poäng)  | Placering (med poäng)  |
| Blå    | Placering (utan poäng) | Placering (utan poäng) |
| Blå    | NC                     | Ej klassificerad       |
| Lila   | DNF                    | Avslutade ej           |
| Lila   | RET                    | Avbröt tävlingen       |
| Röd    | DNQ                    | Ej kvalificerad        |
| Röd    | DNPQ                   | Ej för-kvalificerad    |
| Röd    | DNA                    | Icke närvarande        |
| Svart  | DSQ                    | Diskvalificerad        |
| Vit    | DNS                    | Startade ej            |
| Vit    | WD                     | Drog sig ur            |
| Vit    | C                      | Racet inställt         |
| Blank  | DE                     | Deltog ej              |
| Blank  | EX                     | Utesluten              |

- † — Föraren gick ej i mål, men blev klassificerad för att ha kört över 70% av racedistansen.

### Teammästerskapet
| Pos. | Team                             | KNU · | GÖT · | FAL · | KNU · | SOL · | MAN · | Poäng |
| ---- | -------------------------------- | ----- | ----- | ----- | ----- | ----- | ----- | ----- |
| 1    | Volvo Polestar Racing            | 85    | 84    | 81    | 83    | 93    | 111   | 537   |
| 2    | WestCoast Racing/BMW Dealer Team | 95    | 49    | 47    | 76    | 71    | 77    | 339   |
| 3    | Team Kia                         | 37    | 50    | 41    | 61    | 54    | 41    | 281   |
| 4    | Team Tidö                        | 44    | 60    | 40    | 10    | 41    | 30    | 225   |
| 5    | Dacia Dealer Team                | 32    | 46    | 37    | 12    | 32    | 12    | 171   |
| 6    | PWR Racing Team                  | 12    | 4     | 24    | 26    | 8     | 33    | 107   |